# Zenvo Aurora
La Zenvo Aurora est une voiture de sport produite en édition limitée par le constructeur automobile danois Zenvo Automotive. Elle a été annoncée le 14 mars 2023 et présentée en août. Succédant à la TS1 GT, il s'agit du premier modèle hybride de la marque. L’Aurora sera disponible en deux versions : l’Aurora Tur, une version à transmission intégrale davantage orientée vers la route, et l’Aurora Agil, une version propulsion conçue pour la piste. 50 exemplaires de chaque version seront produits, pour un total de 100 unités prévues d’ici 2026.

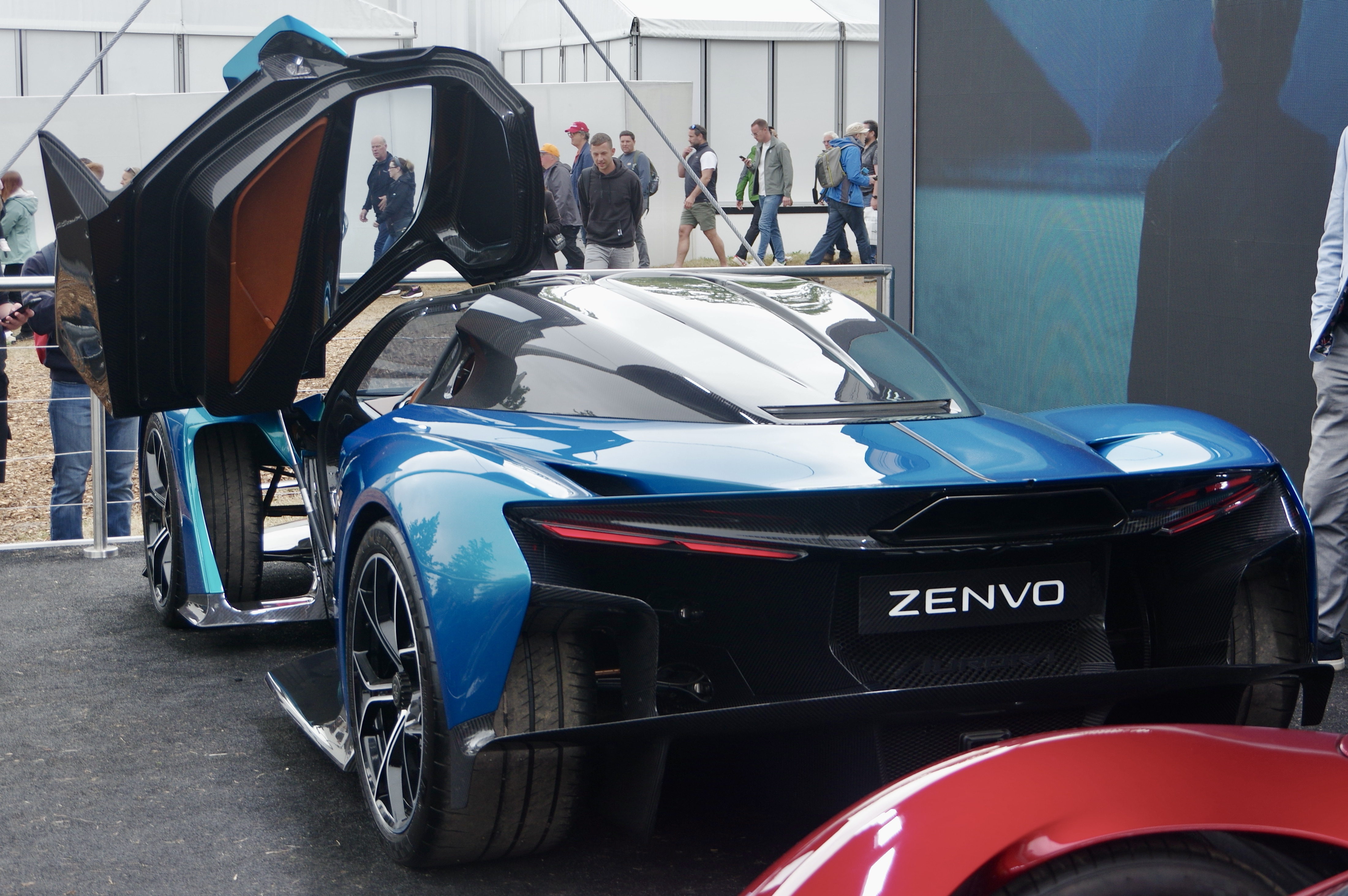
Vue arrière de la Zenvo Aurora.

## Histoire
Le 29 août 2022, Zenvo a annoncé qu'une hypercar hybride était en cours de développement. Le 14 mars 2023, la marque a révélé qu'elle lancerait ce modèle sous le nom d’Aurora. Le 11 juillet, Zenvo a précisé que l’Aurora serait dévoilée le 18 août. La production de ce véhicule sera limitée à 100 exemplaires,. Elle a été dessinée par Christian Brandt.

## Caractéristiques
L’Aurora est propulsée par un moteur V12 Mjølner de 6,6 litres de cylindrée à quatre turbocompresseurs, développé par Mahle Powertrain. Ce moteur développe à lui seul 1250 chevaux, auxquels s’ajoutent trois moteurs électriques produisant 600 chevaux supplémentaires. La puissance totale atteint ainsi 1850 chevaux pour un couple de 1700 Nm. Le moteur peut monter jusqu’à 9 800 tr/min. La voiture est équipée d’une boîte de vitesses automatique hybride à 7 rapports, avec des palettes au volant,. Elle est équipée de portes à ouverture en élytre.